# Landgraviato de la Baja Alsacia
Como el Pagus alsaciano estaba dividido en dos Pagi más pequeños, el Sundgau y el Nordgau, los cuales tenían cada uno su jurisdicción particular, se forman más tarde dos landgraviatos distintos: el Sundgau superior y el Nordgau inferior. Así Nordgau, Landgraviato de la Baja Alsacia, Landgraviato inferior y Alsacia inferior son sinónimos. Esta calificación, tomada en el sentido más extenso, se aplica a la vez al landgraviato propiamente dicho y a las tierras llamadas landgraviales, ya que ellas estaban no solamente bajo jurisdicción del Landgrave, sino que a la vez formaban parte de su dominio. En efecto, los Emperadores habían concedido a sus landgraves y a título de salario algunos bienes desprendidos de sus propiedades privadas. Estos magistrados las reunirán a su dominio patrimonial, a los feudos que les habían sido conferidos por obispos, abades, príncipes, señores libres, y a los alodios que habían adquirido por herencia, matrimonio, contrato o de toda otra manera. El conjunto de estas tierras se llamaba Landgraviato, que fue vendido por los condes de Oettingen en 1358; sin embargo está fuera de duda que el verdadero landgraviato era solo aquel que incluía las tierras fiscales otorgadas en feudo por el Emperador al Landgrave. Es en este sentido que esta palabra es tomada por el Landgrave Heinrich von Werd, cuando dijo en una Carta de 1236: «Como el Emperador tenía aún el Landgraviato en su mano como una propiedad particular y que aún no había enfeudado con el feudo del Landgraviato a mi padre, el conde Sigebert…». El significado anterior prevaleció sin embargo y se llamó comúnmente landgraviato a todas las tierras que el landgrave poseía, a título que fuera, así como se llama condado a la totalidad de los bienes que posee un conde. El landgrave ocupaba después del duque el primer rango entre los príncipes laicos.

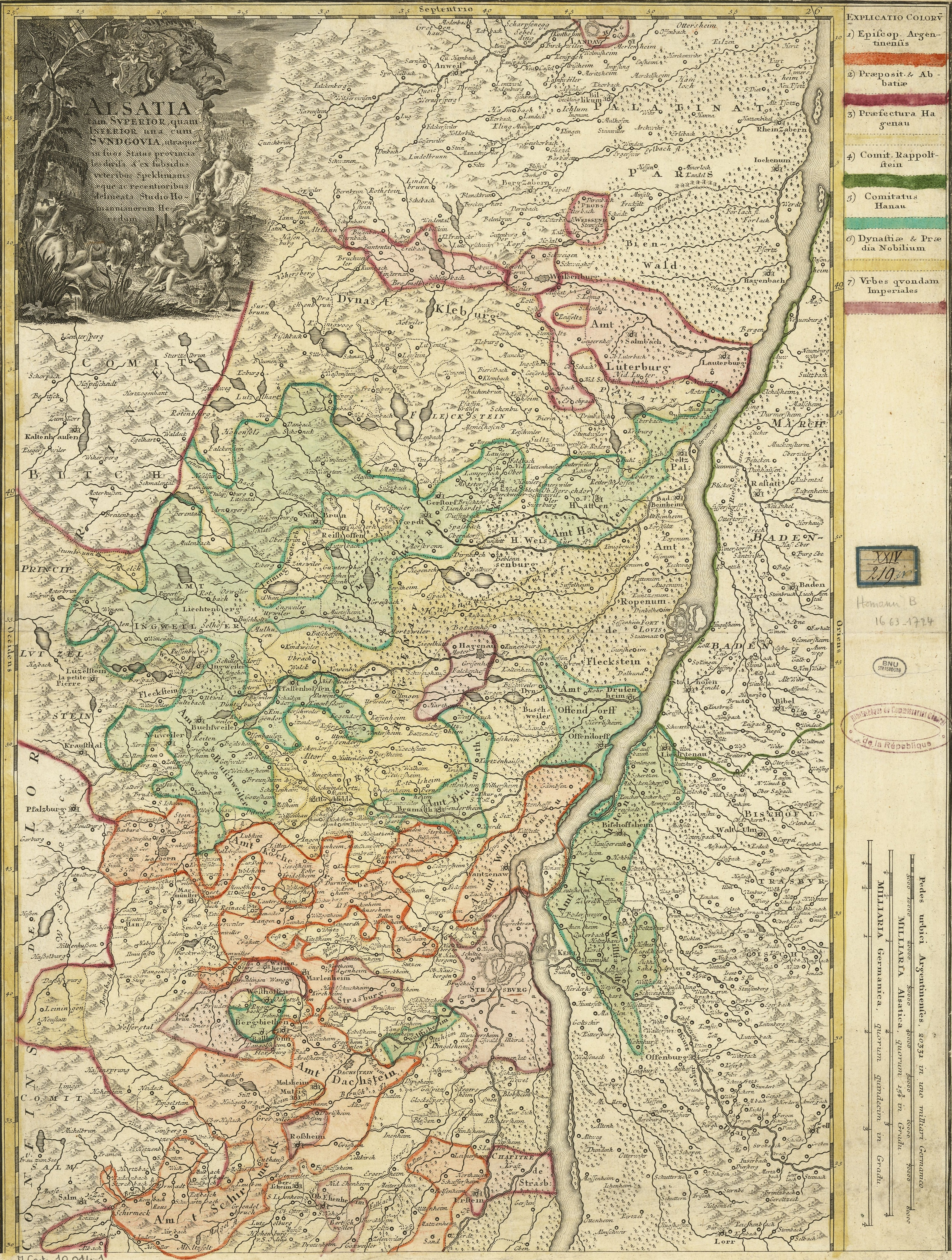
Alsatia Inferior por Daniel Specklin

## Dominio del Landgraviato inferior
Entre los dominios situados en el Landgraviato inferior o en la Baja Alsacia, se distingue en primer lugar el propio Landgraviato, tomado en su sentido más estricto, porque su propietario era juez provincial (Landrichter) de la Alsacia inferior y tenía un rango superior, por lo tanto, al de los condes. Estas tierras landgraviales no fueron siempre las mismas, sino que variaban con la familia que poseía el cargo (Amt) de Landgrave. Ya que, como estos dignatarios reunieron sus bienes patrimoniales y sus feudos de familia a las tierras fiscales afectadas al título (Würde) de Landgrave, la extensión del Landgraviato se modificó según a qué familia perteneciera. Se deben distinguir los alodios de los feudos y estos últimos se dividían a su vez en clases distintas. Los Landgraves de la Alsacia inferior poseían en un momento dado no solamente el dominio patrimonial de los condes de Werd y las tierras que ellos tenían en calidad de feudos del Imperio, sino además los beneficios a ellos conferidos por la Casa de Lorena, los obispos de Maguncia, Estrasburgo, los abades de Murbach. La totalidad de estas posesiones formaba el Landgraviato.

### Feudos del Imperio

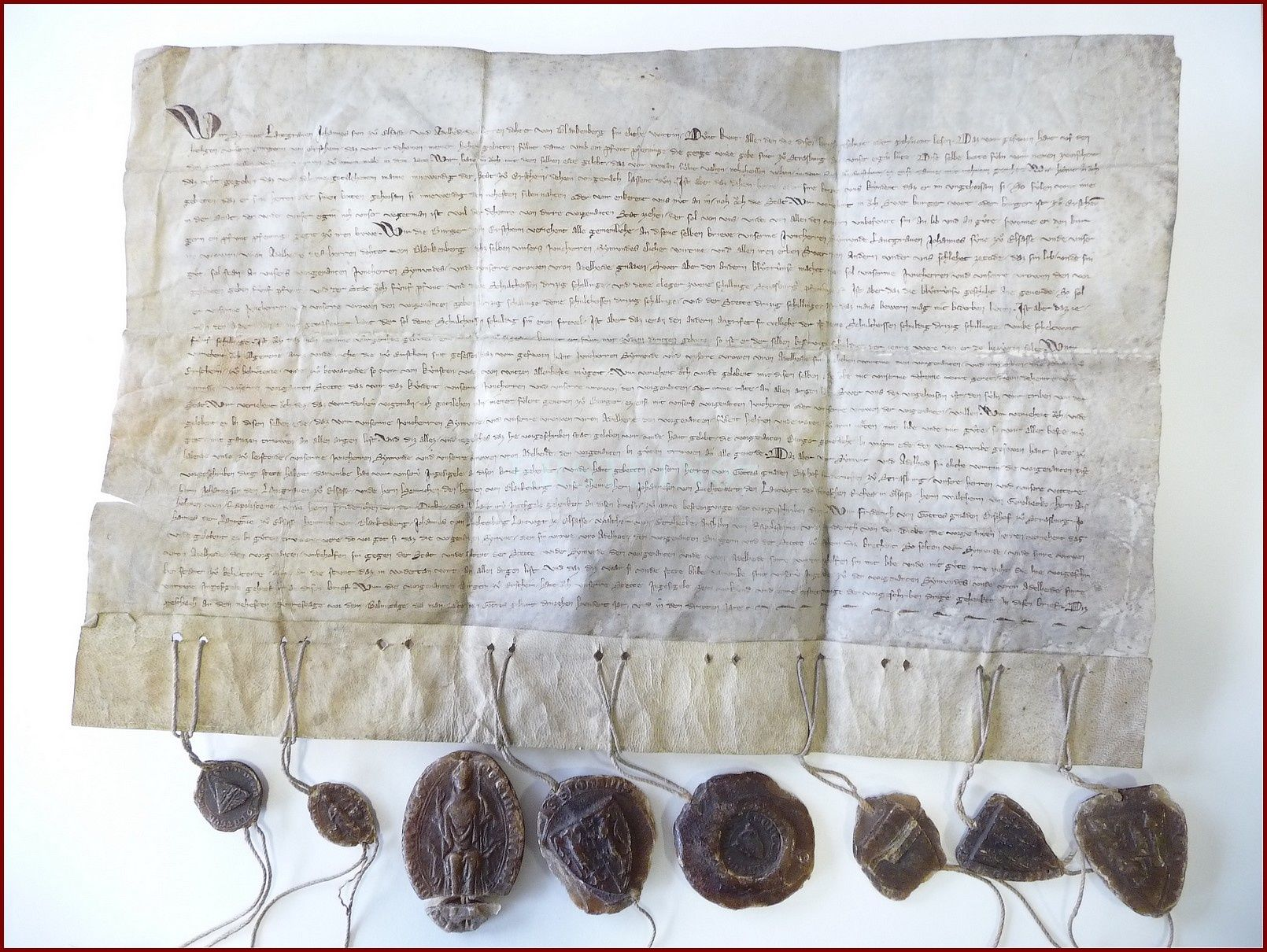
Carta de Sigismund von Werd, Domicellus de Erstein, confirmando el estatus y los privilegios de Erstein, año 1303

A mediados del siglo XIV, solo la localidad de Erstein dependía del dominio directo del Emperador y había sido entregada a los Landgraves en calidad de feudo imperial (Reichslehen).

### Sub-feudos del Imperio
Los Landgraves, en su generosidad y con el consentimiento del Emperador, concedieron en diversas épocas el dominio útil de algunos feudos imperiales a otros señores. Estas tierras se denominaban sub-feudos del Imperio (Reichsafterlehen) y, en el caso del Landgraviato de la Baja Alsacia, eran los siguientes: 
1° El tribunal provincial (Landgericht) de Röschwoog, Roschwogiense judicium. Esta parte del Landgraviato inferior, conferida por los landgraves a la familia noble de Fleckenstein, dependía de este mismo Landgraviato. Once pueblos, Auenheim,	Dalhunden, Dengelsheim, Forstfeld, Giesenheim, Kaufenheim, Röschwoog, Roppenheim, Runzenheim, Sesenheim, Stattmatten, estaban anexados a esta bailía de Röschwoog a título de salario. Este distrito también fue conocido como Condado de Ried (Grafschaft Ried). 
La jurisdicción sobre estos pueblos fue conferida a Heinrich von Fleckenstein, por el conde Ludwig von Oettingen, der Ältere, quien era Landgrave en 1359. Pero aunque este judicium había perecido con las accisas landgraviales, los Fleckenstein permanecieron no obstante en posesión del Condado de Ried, hasta que, a la extinción de su familia, este feudo fue considerado como falto de heredero masculino y concedido por Luis XIV a los príncipes de Rohan-Soubise.
2° Asimismo, la ciudad de Beinheim era un feudo dependiente del Imperio conferido como sub-feudo a los Fleckenstein. En 1255, el landgrave Sigebert había prometido Beinheim a Heinrich von Fleckenstein, en el caso de que Friedrich, mariscal de Haguenau, muriera sin niños. En una Carta de 1369, el landgrave Ludwig von Oettingen, der Ältere confiere esta ciudad a dicha familia, que deviene vasallo de esta última y del Landgraviato.
3° A estos sub-feudos del Imperio se agregan algunas propiedades landgraviales que estos dignatarios recibieron en feudo de los nobles de Lichtenberg o que ellos les confirieron a mismo título. De estas propiedades, unas eran enteramente pasivas respecto a los landgraves mientras que otras eran activas, es decir que tenían el dominio directo de unas y el dominio útil de las otras. Estos mismos feudos, dependientes del Imperio, fueron concedidos de manera inmediata a los Lichtenberg por el Emperador. Estas tierras se colocan entre los feudos inmediatos; ya que antes los landgraves y los Lichtenberg se invistieron recíprocamente con los mismos. Más tarde, los Lichtenberg fueron investidos solos por el Emperador. En este caso se destaca el pueblo de Niederbronn, feudo del Imperio, que Ulrich, landgrave de Alsacia, concedió, en 1331, a título de sub-feudo a Johann y Otto von Ochsenstein, con la condición que si los landgraves morían sin herederos legítimos para el feudo, los nobles de Ochsenstein recibirían este pueblo como feudo del Imperio. El Landgraviato poseía por otro lado los dos pueblos de Hördt y Bietelnheim, que pasaron de los landgraves a la Iglesia de Estrasburgo, con el Langraviato incluido, a título de feudo del Imperio. Obenheim también formaba parte del Landgraviato. Finalmente, se mencionan algunos bienes en Offendorf, Herlisheim, Wyler y Sure, en el Condado de Ried.

### Feudos de Lorena
Las Cartas dadas en 1250 por Mateo II, duque de Lorena, prueban que entregó en calidad de feudos loreneses a los landgraves de Alsacia:  el Castillo de Hohkönigsburg, la ciudad de Sankt Pilt y el pueblo de Enzheim. 
En una Carta de 1316, el landgrave Ulrich anexa a estos feudos el peaje y el derecho de salvoconducto de las mercaderías producidas en el valle de Leber (Leberthal) y en el valle Albertino.
Los landgraves de la Casa de Oettingen vendieron estas propiedades, en 1359, al Obispo de Estrasburgo, sin hacer ninguna mención al lazo que las unía a los príncipes loreneses. Juan, duque de Lorena, indignado por esta felonía, concede a Burkhard von Finstingen, por Cartas de 1365, no solamente los feudos mencionados, sino también el castillo de Frankenburg.

### Feudos del Obispado de Maguncia
Brumat era un feudo del Obispado de Maguncia, en manos de los Landgraves de la Alsacia inferior. El castillo de Brumat fue vendido, en 1332, a Hanemann y a Ludemann, señores de Lichtenberg por el landgrave Ulrich y por su hermano Phillip y su hijo Johann von Werd.

### Feudos del Obispado de Estrasburgo
La Carta de 1359, que constata la venta del Landgraviato, menciona la lista de los feudos que los landgraves habían recibido de la Iglesia de Estrasburgo. En primer lugar aparece Werd, castillo sobre el río Ill, un alodio de los nobles de Werd desde 1252. En ese momento, el landgrave Heinrich, quien aún no tenía un descendiente masculino, ofrece en feudo a la Iglesia de Estrasburgo, para la salvación de su alma, su parte en el castillo superior de Werd (Oberwerd). Además de esta parte del castillo, Heinrich ofreció a esta Iglesia su corte en Uttenheim, sus propiedades en Bolsenheim, su villa en Eley, su corte en Gutesheim, con la reserva de que a falta de un hijo, esta caería a su hija, luego el hijo de esta hija, si tuviera uno, tendría el derecho a suceder en el feudo, con exclusión de las niñas. Además de estas propiedades, la Carta de venta de 1359 cita el castillo de Frankenburg, situado en la montaña que forma el valle de Weiler (Weilerthal) y aldeas que dependen del mismo. Juan de Lorena anexó este castillo a los feudos de Lorena en la Carta de 1365, que también menciona el derecho de patronato, de los diezmos y otros ingresos del castillo de Kestenholz. Pero, treinta años antes, el landgrave Ulrich había reconocido que él tenía en carácter de feudo las oficinas de chambelán y mayordomo, el pueblo de Frankenburg con el valle y sus habitantes, y todo lo que pertenecía a este castillo. Cuando el Landgraviato fue vendido, el Duque de Lorena, entregó en carácter de feudo, en 1365, el castillo de Frankenburg a los nobles de Finstingen. Pero, en otras Cartas de investidura a los mismos nobles, en 1369, el Duque parece haber reconocido su error, ya que en ellas no figura dicho castillo. Finalmente, el título de venta del Landgraviato menciona Hindisheim y Osthus como dos feudos de la Iglesia de Estrasburgo conferidos a los landgraves. En 1336, el landgrave Ulrich coloca a Geispolsheim entre los feudos episcopales. Esta ciudad fue posteriormente otorgada por el obispo al Capítulo de Estrasburgo.

### Sub-feudos del Obispado de Estrasburgo
Los feudos de la Iglesia de Estrasburgo, concedidos por los landgraves a título de sub-feudos son indicados en la Carta de 1336, por la cual Ulrich reconoce los feudos que tenía de esta Diócesis. Eran Walf, pueblo dado como sub-feudo a la abadía de Andlau; el castillo de Nideck con los bienes que dependían del mismo; Bergbietenheim, otrora pueblo de los nobles de Hohenstein; los diezmos seculares en Bischofsheim, los pueblos de Düppigheim, Flexburg. Siguen luego varios otros feudos con sus vasallos entre los ríos Eckenbach y Zorn, y entre estos vasallos figuraban Hugelmann, Brunichen, Burkhard y Ulrich von Finstingen. En virtud de la cesión hecha, en 1339, por los landgraves en favor del Obispado de Estrasburgo, estas propiedades y varios otros sub-feudos anónimos perdieron la calidad de tales y sus vasallos fueron convertidos en vasallos inmediatos de la Iglesia de Estrasburgo. Los landgraves los relevaron del juramento de lealtad y les ordenaron prestarlo al obispo Johann.

### Feudos de la Abadía de Murbach
La Abadía de Murbach dio a los landgraves de la Alsacia inferior los bienes en Schäffersheim, el pueblo de Gemar con la jurisdicción y el poder de ban y el derecho de patronato, los bosques vecinos y la corte dominical. Esto fue reconocido por el landgrave Ulrich en las Cartas que dio, en 1337, a Konrad Werner, abad de Murbach. Pero los bienes de Schäffersheim fueron cedidos como sub-feudos por los landgraves a los nobles de Landsberg y el pueblo de Gemar a los Rappoltstein. Hubo dos Cartas de investidura dadas en relación con Gemar a Johann von Rappoltstein; una, firmada por Ulrich von Werd, del año 1331, la otra, por los landgraves Ludwig y Johann von Oettingen, en 1354.

### Alodios de los Landgraves
El castillo de Werd fue originalmente un alodio cuya mitad fue ofrecida como feudo, en 1232, a la Iglesia de Estrasburgo por el landgrave Heinrich. El castillo de Werd se dividía en castillo superior e inferior. Este último, Niederwerd, fue prometido, en 1265, por el landgrave Sigebert a su madre Elisabeth, quien se casó en segundas nupcias con Emich, Wildgraf von Kyrburg, y a sus herederos a cambio de su dote. Por la misma Carta concedió a Elisabeth el pueblo de Hipsheim. En 1332, Ulrich, landgrave de Alsacia, vendió con el consentimiento de su hermano Phillip y de su hijo Johann a Hanemann y Ludwig von Lichtenberg por 2.500 marcos de plata, además de Brumat con el derecho de patronato y su Ganerbiis Castrorum, el castillo de Groß-Arnsberg, el pueblo de Niederbronn con su derecho de patronato así como los pueblos dependientes de Brumat y de Arnsberg. Enumera estos pueblos en el orden siguiente: Grieswilre, Weitbruch, Kurzenhausen, Bernisheim, Ratolvisheim, Eckendorf, Altdorf, Ringendorf, Schalkendorf, Niffern, Muttenheim, Gumbrechtshofen, Zinsweiler, de un lado del arroyo, Rippolzwiler, Oberdorf, Diefenbach, Brunegesdorf, Rittershofen, Hatten, Westheim, y los derechos en Nieder-Betschdorf y Ober-Betschdorf. En 1342, los landgraves Ludwig y Friedrich von Oettingen vendieron por 1.400 Gulden a Ludemann von Lichtenberg los pueblos de Offendorf, Herlisheim, Rohrweiler. Pero esta venta no es prueba evidente del carácter alodial de estas propiedades.

## Los Landgraves de la Baja Alsacia

### Dinastía de Werd

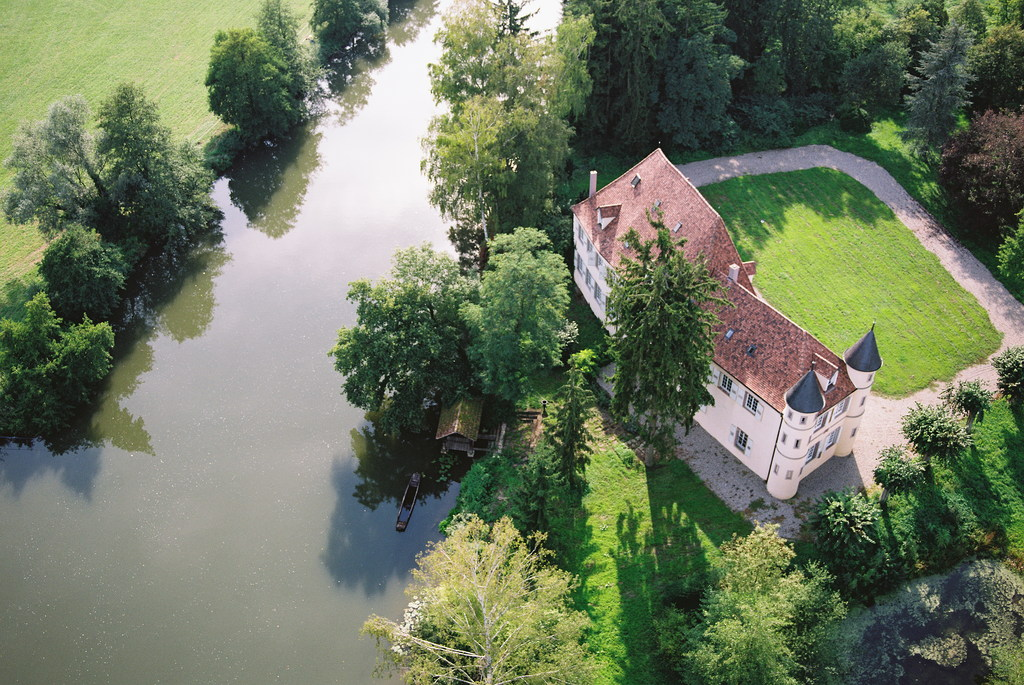
El castillo de Werd, sobre el río Ill

1192. Sigebert III, Graf von Werd, fue nombrado Landgrave de la Baja Alsacia por el Emperador Enrique, quien le inviste en 1192. La Casa de Werd (Wörth o Werth), originaria de Alsacia, que toma su nombre del castillo de Werd, situado cerca de Benfeld, no era conocida antes de principios del siglo XII. El primer conde que aparece es un Sigebert, testigo de una Carta de Kuno von Michelbach, obispo de Estrasburgo, del año 1109, y que es citado con el conde Friedrich, su hermano, en una de Lotario II de 1126. A partir de entonces, fue poderoso en esta provincia, puesto que otro Diploma del Emperador, de 1130, le llama Sigebertus Comes de Alsatia. Sigebert I murió en 1150, y tuvo un hijo, Sigebert II, llamado de Frankenburg, por el castillo de este nombre, donde tenía su residencia habitual. Aparece como Sigebertus Comes de Franckenburg en los Diplomas del Emperador Federico, de 1153 y 1156, y en una Carta de Mateo I, duque de Lorena, de 1172. Aún vivía en 1179 y 1181, como lo prueban dos Bulas del Papa Alejandro III de estos años, en las cuales se le califica de este modo: Comes Sigibertus de Alsatia. Además de una hija, casada con Burkhard von Hohen-Geroldseck, tuvo un hijo, que fue Sigebert III, objeto de este artículo. Este último es llamado Sygebertus de Werde en un Diploma de Enrique VI de 1185, y Sigebertus Comes de Alsatia en otro del mismo príncipe de 1192. Aunque la palabra Lantgravia Alsatie fue expresamente enunciada en las Cartas de este Emperador, del mismo año 1192, para la abadía de Neuburg, Sigebert no toma sin embargo hasta 1210 el título de Landgrave de Alsacia, habiéndose contentado previamente solo con el de conde. Se nombra Sygbertus Landgravius Alsatie en una Carta de donación que hizo ese año al Monasterio de Neuburg. Su firma se encuentra en una multitud de Diplomas de los emperadores Enrique VI, Felipe y Federico II. Sygebertus Dei gratia Comes de Werde et Heinricus filius ejus Comites Alsatienses, conducen, en 1226, un juicio que adjudica a Hermann V y Heinrich I, Margraves de Baden-Hachberg, la herencia de Gertrud, última condesa de Dagsburg. Sigebert aún vivía a comienzos del año 1228, como lo prueba la Bula del Papa Gregorio IX, del 19 de enero, que le califica como nobilis vir Sigobertus Comes de Alsatia. Murió el mismo año, dejando seis hijos de una hija del Landgrave Theodorich von Metz. Fueron Heinrich, quien lo sucede; Sigebert, aún niño en 1208, y muerto antes de 1210; Hugo, conde de Lützelstein, citado junto con Sigebert, su padre y Heinrich, su hermano, en una Carta de 1210; Theodorich (Dietrich), conde de Rixingen, así llamado por el castillo de ese nombre, donde tenía su residencia, quien solo era un niño en 1229; Konrad, llamado de Risten, al que se menciona en las Cartas de Hugo su hermano, de 1223; y Sigeberta, mujer de Anselm von Rappoltstein, muerta en 1288. Hugo se estableció en el castillo de Lützelstein, situado en los Vosgos, en los confines de Alsacia y Lorena, tomó su nombre, y fue el autor de la Casa de condes de Lützelstein, extinta en 1460. Comes Hugo de Lucelenstein fue testigo en un Diploma de Federico II para la abadía de Neuburg, de 1216. Nobilis vir Dominus Hugo de Luzelenstein ofreció en feudo, en 1223, a la Iglesia de Estrasburgo el castillo de Lucelstein y sus pertenencias. Hugo Comes de Parva petra es nombrado vasallo de Mateo II, duque de Lorena, en un Acta de 1246. Dietrich, conde de Rixingen, hermano del conde Hugo, aún vivía en 1241, y figura como Theodericus, Comes de Ruckesingen, filius quondam Comitis Sigeberti, en una Carta de donación del mismo año. Fue padre de Hans von Rixingen, quien fue en 1255 y en 1298, Canónigo de la Catedral de Estrasburgo.
1228. Heinrich, Graf von Werd, primogénito de Sigebert, citado en el año 1213 con su padre, en los Diplomas de Federico II, le sucede, en 1228, en el Landgraviato que gobernó conjuntamente con él después de varios años. Este Emperador da a Heinrich el título de Comes provincialis Alsatie en las Cartas dirigidas en 1221 a la ciudad de Estrasburgo. Heinricus, Comes de Werde, Landgravius Alsatie, hizo, en 1229, una donación a la abadía de Neuburg. Heinricus Comes de Alsatia firmó, en 1230, el Diploma de Enrique, Rey de Romanos, en favor del conde Egino I von Freiburg. Heinricus Comes de Werda et Lantgravius Alsatie ofreció en feudo, en 1232, sus bienes de familia a la Iglesia de Estrasburgo; y el mismo empeñó, en el mes de julio de 1238, a Elisabeth von Montfort, su mujer, el pueblo de Hipsheim, como equivalente de 600 marcos de plata que ella le había aportado en dote. Heinrich murió el mismo año, como lo prueban las Cartas de Mateo II, duque de Lorena, del 22 de septiembre de 1238, por las cuales el Duque acordó en feudo a Elysabeth relictae dilecti fidelis sui Henrici quondam Comitis de Alsatia bone memorie, y al niño que vendría a nacer de ella, todo lo que el difunto Landgrave poseyó a mismo título. Heinrich deja al morir a Elisabeth von Montfort, su mujer, embarazada de dos niños, uno llamado Heinrich Sigebert, es quien lo sucede, y el otro murió algunos años después de su nacimiento. Elisabeth se casa nuevamente, en el mes de febrero de 1239, con el conde Emich, Wildgraf von Kyrburg (Comes Silvestris); ella todavía vivía en 1266. El Landgrave Heinrich tuvo también dos hijos naturales: el primero, llamado Gervasius, vivió por lo menos hasta 1267, el segundo, llamado Johann, muerto el 8 de marzo de 1262, en la batalla de Hausbergen, fue enterrado en la Encomienda de Stephansfeld. Es calificado en el epitafio como Johannes miles de Werde. La estrella, junto a los cuarteles de su escudo, es la prueba de su bastardía.
1238. Heinrich Sigebert, Graf von Werd, hijo póstumo de Heinrich, a quien se le dio el nombre de su padre y su abuelo, obtuvo el Landgraviato al nacer, el Emperador entonces hizo que vuelvan a la viuda de Heinrich los feudos cuyo su hijo debía gozar durante su minoría; el conde Adolf I von Waldeck, presidió en su lugar, por orden del Emperador los juicios provinciales. Se le llama Justiciarius provincialis en los Diplomas del Rey Guillermo, de 1255. Heinricus Comes, Landgravius Alsacie, bone memorie, et filius posthumus Comitis memorati, son recordados en las Cartas de Berthold, obispo de Estrasburgo, del 28 de marzo de 1239. Kuno von Berckheim, en una Carta de 1250, lo nombra puer, que dicitur Henricus, Comes Alsatie. El año precedente, 1249, Guillermo, Rey de Romanos, dio la expectativa del Landgraviato de la Baja Alsacia al Conde Emich, quien se había casado con la viuda del difunto Landgrave, para el caso que su hijo muriese sin heredero legítimo. Conradino, Rey de Sicilia, último Duque de Alsacia y Suabia, acordándose que los Condes de Werd, padre y abuelo de Heinrich Sigebert, habían sido enemigos de su Casa, dio, el año 1260, en feudo a Ludwig von Lichtenberg, el Landgraviato, que suponía dependiente de su Ducado; aunque esta concesión no tuvo ningún efecto. Walter von Geroldseck, obispo de Estrasburgo, tomó, en 1261, las armas contra su ciudad episcopal, a causa de varios derechos soberanos que esta le disputaba. Rodolfo de Habsburgo, Landgrave de la Alta Alsacia, tomó partido por la ciudad, y Heinrich Sigebert von Werd, Landgrave de la Baja Alsacia, se declaró por el Obispo. El resultado de esta guerra no fue favorable para las tropas episcopales. Johann von Werd, hermano natural del Landgrave, fue muerto, el 8 de marzo de 1262, en la batalla de Hausbergen, donde los ciudadanos de Estrasburgo se llevaron la victoria. El mismo Heinrich Sigebert fue tomado prisionero, y solo pudo recobrar su libertad abandonando el partido de Walter para unirse a la ciudad, con la que firma, el 23 de julio siguiente, un tratado de alianza. Tomó los títulos de conde Heinrich Sigebert von Werd, Landgrave de Alsacia, en el Acta elaborada a este efecto, y que constituye el primer título escrito en alemán descubierto en los Archivos de Alsacia, pues todas las Cartas anteriores están escritas en latín. Heinrich Sigebert negoció, en 1265 y 1266, con Elisabeth von Montfort, su madre, sobre diferentes tierras que Heinrich, su padre le había concedido en dote. Fue, en 1275, uno de los testigos del juramento que el Emperador Rodolfo prestó en Lausana al Papa Gregorio X; fue llamado Landgravius Alsatie inferioris en los dos Diplomas que este príncipe hizo expedir el mismo año en favor de la Santa Sede. Murió el 13 de febrero de 1278, a la edad de 40 años. Se había casado en primeras nupcias, en 1254, con Gertrud, hija de Alexander von Dicka y sobrina de Heinrich III von (Dicka)-Stahleck, obispo de Estrasburgo, ella vivía aún en 1266. Tuvo tres hijos: Johann, quien le sucede; Sigebert, nombrado Canónigo de la Catedral de Estrasburgo en las Actas de 1273 y 1298; y Heinrich, citado junto con Sigebert, su hermano, en una Carta de 1280. El Landgrave Heinrich Sigebert se casó nuevamente, en 1269, con Bertha, hija de Ulrich III von Rappoltstein, la cual vivía aún en 1292. Ella le hizo padre de tres hijos: Ulrich, Egenolph y Philipp, cuyos nombres aparecen en una Carta en alemán de Bertha, su madre, del año 1275. Veremos más adelante a Ulrich. Egenolph, quien vivía aún en 1308, pero estaba fallecido para el año 1312, tomó también en las Cartas los títulos de Landgrave de Werd y de Landgrave de Alsacia. Philipp, quien era desde 1297 Canónigo de Estrasburgo, murió el 29 de junio de 1332. Fue enterrado en la Iglesia de San Guillermo de esta ciudad donde podemos hoy ver la tumba y su epitafio en el cual se le llama Dominus Philippus Lantgravius Alsacie, Canonicus majoris Ecclesie Argentinensis. Heinrich Sigebert tuvo dos hijas más: una, Elisabeth o Elise, casada hacia 1269, con Anselm II von Rappoltstein, fallecida después de 1290 y enterrada en la Iglesia de los Agustinos de Rappoltsweiler; la otra, Susanna, era en 1301 mujer de Walter II von Hohen-Geroldseck.

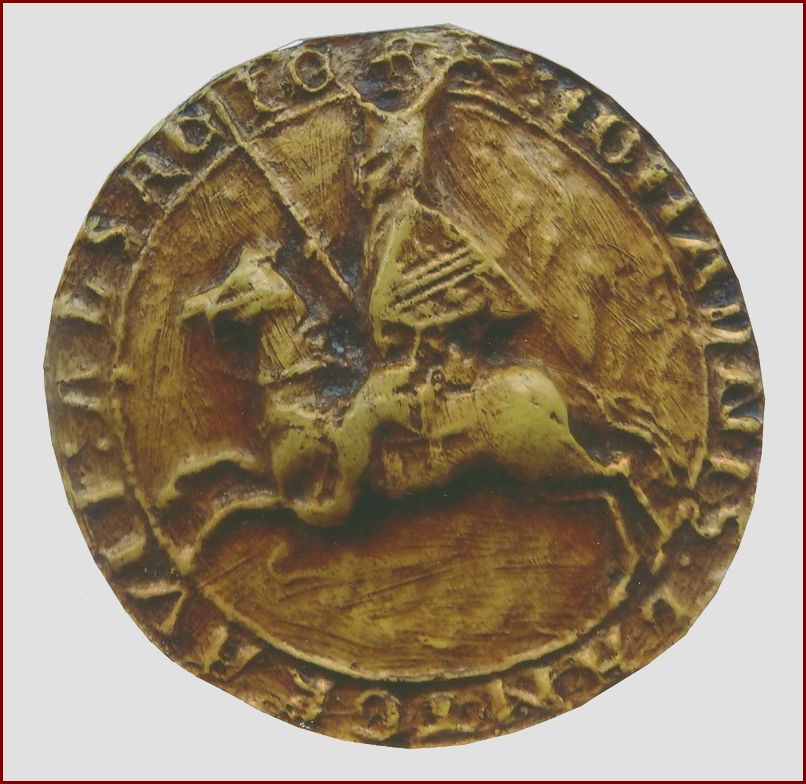
Sello de Johannes von Werd, Landgrave de la Baja Alsacia

1278. Johann I, Graf von Werd, primogénito de Heinrich Sigebert y de Gertrud von Dicka, sucede a su padre en el Landgraviato de la Baja Alsacia. Sus hermanos llevaban también el título de Landgraves, pero Johann gozó siempre de la autoridad principal. El emperador Rodolfo puso fin, en 1281, a la disputa entre Johann von Werd y la abadía de Erstein, super injuriis quæ nobilis vir Johannes Lantgravius inferioris Alsatie ex inconsulta levitate temere juventutis irrogavit conventui Dominarum in Erstein. El mismo Emperador lo llama, en 1284, nobili viro Landgravio inferrioris Alsacie en las Cartas por las cuales declara a la ciudad de Estrasburgo independiente de la jurisdicción del Langraviato. Johann se declara, en 1292, por Konrad, obispo de Estrasburgo, y Johann von Lichtenberg, su hermano, en la guerra que el obispo sostuvo contra el Emperador Adolfo y Otto von Ochsenstein, Landvogt de Alsacia. Adolfo se apodera, en 1293, de los castillos de Werd y de Erstein, que pertenecían al Landgrave. La paz, que se hizo poco después, le restableció en sus dominios; pero cayó de nuevo en enemistad con Adolfo, en 1298, al tomar partido por Alberto de Austria, quien le disputaba el Imperio. La victoria que Alberto alcanza, el 2 de julio, en la batalla de Göllheim, en la que se encontraba el Landgrave Johann, aseguró al último una poderosa protección. El Landgrave de la Baja Alsacia entra, en 1301, en la confederación formada entre el emperador Alberto, los obispos y las ciudades de Estrasburgo y de Basilea, y los dos Landgraves de la Alta Alsacia. Johann murió en 1308, y fue enterrado en la casa de los Religiosos de San Francisco de Schlettstadt, donde había sido, en 1280, uno de los principales donantes. Todavía vemos hoy su tumba en la Iglesia de los Recoletos de esta ciudad. Se había casado, en 1278, con Agnes, hija de Heinrich von Lichtenberg, de la que solo tuvo un hijo, llamado Sigismund, apodado Domicellus de Erstein, debido a que residía en este lugar. Murió el 10 de mayo del mismo año que su padre, y fue inhumado a su lado sobre una misma piedra. Sigismund tuvo por esposa a Adelheid von Blankenberg, y tuvo a Agnes, quien se casó, antes del año 1328, con el conde Johann I von Habsburg-Laufenburg. Agnes, quien sobrevivió a su marido, murió el 12 de junio de 1351, y fue enterrada en la abadía de Königsfelden en Suiza, donde está su epitafio. En cuanto a Adelheid, su madre, después de haber dado conveniente educación a su hija, se retiró en el Convento de las Clarisas de Estrasburgo, donde toma los hábitos y termina sus días en los ejercicios de la piedad.
1308. Ulrich, Graf von Werd, hijo de Heinrich Sigebert, y de Bertha von Rappoltstein, sucede, en 1308, a Johann su hermano. Llevaba ya el título de Landgrave en 1275, en vida de su padre y su hermano; y desde el año 1292 se titulaba frecuentemente en las Actas como Landgrave de Alsacia. Ulrich y Egenolph, su hermano, son llamados ambos Landgraves de esta provincia en un Tratado de alianza que firmaron, en 1308, con la ciudad de Estrasburgo. El propio Ulrich, Landgrave de la Baja Alsacia renueva la alianza, en 1312, junto con su otro hermano, Philipp, Canónigo de la Catedral. Ulricus Alsatie Landgravius fue, en 1316, investido por Federico, Duque de Lorena, con los feudos que dependían de este Ducado. Durante el cisma que surgió en el Imperio entre Luis de Baviera y Federico de Austria, Ulrich se pronuncia por el primero, quien le nombra, en 1324, Landvogt provincial de Alsacia. Unió este título al de Landgrave en las Actas de este año que quedan de él. 

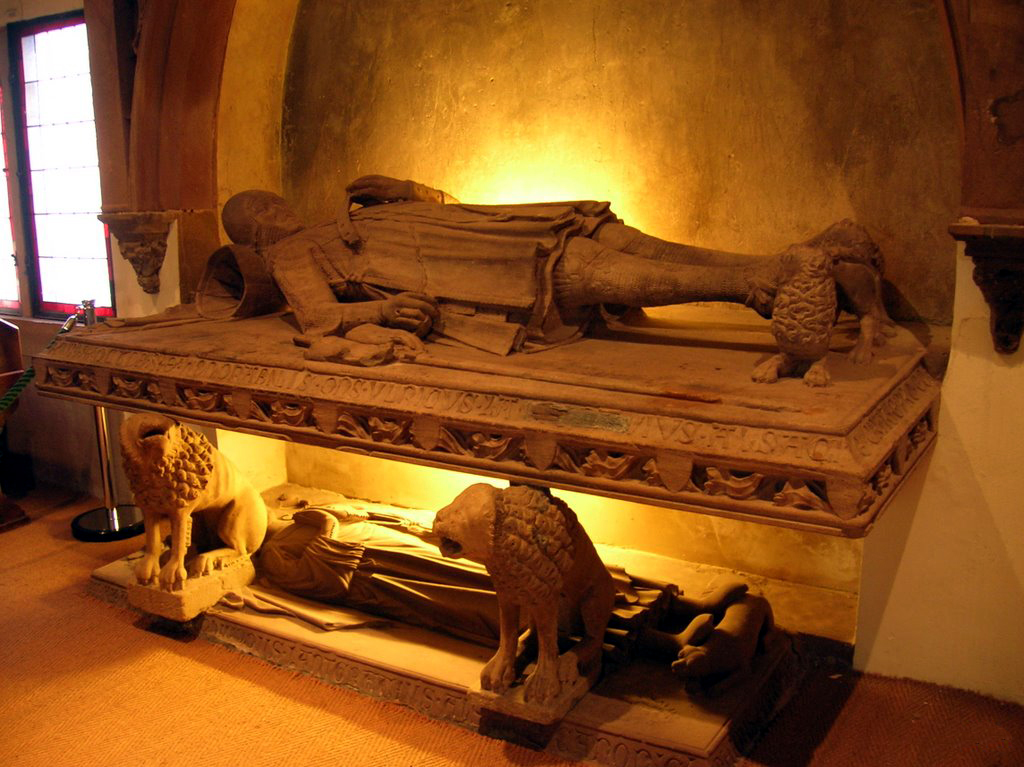
Tumba de los Landgraves Ulrich y Philipp von Werd

Acompaña a este Príncipe a Italia, en 1328, y asiste a su coronación que se lleva a cabo en Roma. Ulrich vende, en 1332, la ciudad de Brumat con todos los pueblos, derechos y vasallos que dependían de la misma, a Hanneman y Ludwig von Lichtenberg, por la suma de 2.500 marcos de plata. Esta venta se hizo conjuntamente con Philipp, su hermano y Johann, su hijo. Spectabilis vir Dominus Ulricus Lantgravius inferioris Alsacie une, en 1336, la Iglesia parroquial de Eley a los Guillermitas de Estrasburgo. Tomó el mismo año 1336, de Berthold, Obispo de Estrasburgo, los feudos que tenía de esta Iglesia tanto a título de Landgrave de Alsacia como al de Gran Chambelán y Groß-Bannherr del Obispado. Fue investido, en 1337, con los sub-feudos (Afterlehen) de la Abadía de Murbach. Después de esta época no se encuentra más en las Cartas el nombre del Landgrave Ulrich, a pesar de que murió el 16 de septiembre de 1344. Tuvo su sepultura en el Coro de la Iglesia de San Guillermo de Estrasburgo, por encima de su hermano Philipp. Vemos aún hoy su tumba y su epitafio donde es nombrado como honorabilis Dominus Ulricus Lantgravius Alsatie. Ulrich se había casado, antes del año 1308, con Susanna, hija de Johann von Lichtenberg y de Adelheid von Werdenberg, quien sobrevivió a su marido, y fue enterrada en la Abadía de Lichtenthal. De este matrimonio nacieron tres hijos: Johann, quien sucede; Adelheid, casada con el conde Friedrich II von Oettingen; y Elline, quien vivía en 1309. Ella abraza el estado monástico en el Convento de los Dominicanos de St. Marx de Estrasburgo, y murió después del año 1359.

### Dinastía de Oettingen
1344. Johann II, Graf von Werd, citado desde el año 1324 en las Cartas de Ulrich su padre, junto con Friedrich II, Graf von Oettingen, yerno de Ulrich, y Ludwig X, Graf von Oettingen, hermano mayor de Friedrich, suceden en el Landgraviato y en todos los demás bienes de la Casa de Werd. Ulrich y Johann su hijo estaban, desde el año 1336, asociados a Friedrich y Ludwig tanto en los feudos como en los alodios. Berthold von Buchegg, Obispo de Estrasburgo, inviste, en común, el mismo año con los feudos dependientes de su Iglesia, a los dos condes de Werd y a los dos condes de Oettingen, que recibieron por consiguiente investiduras simultáneas. 
Lo que movió a Ulrich a poner a estos hermanos en sociedad con Johann su hijo, fue el temor que este último, que era débil de salud y falto de espíritu, no dejara sucesión. El Emperador Luis de Baviera, de cuyo favor gozaba el conde Friedrich, aprueba este arreglo. El propio Ulrich, agobiado por la vejez, les entrega, en 1340, el control y la administración entera del Landgraviato. Desde este año no se encuentran ya a la cabeza de los títulos sino los nombres de los condes Friedrich y Ludwig y el conde Johann, cuñado de ambos. Harán incluso varias enajenaciones y ventas de tierras que dependían de ellos, sin que se halle en ninguna escritura el consentimiento del Landgrave Ulrich. 

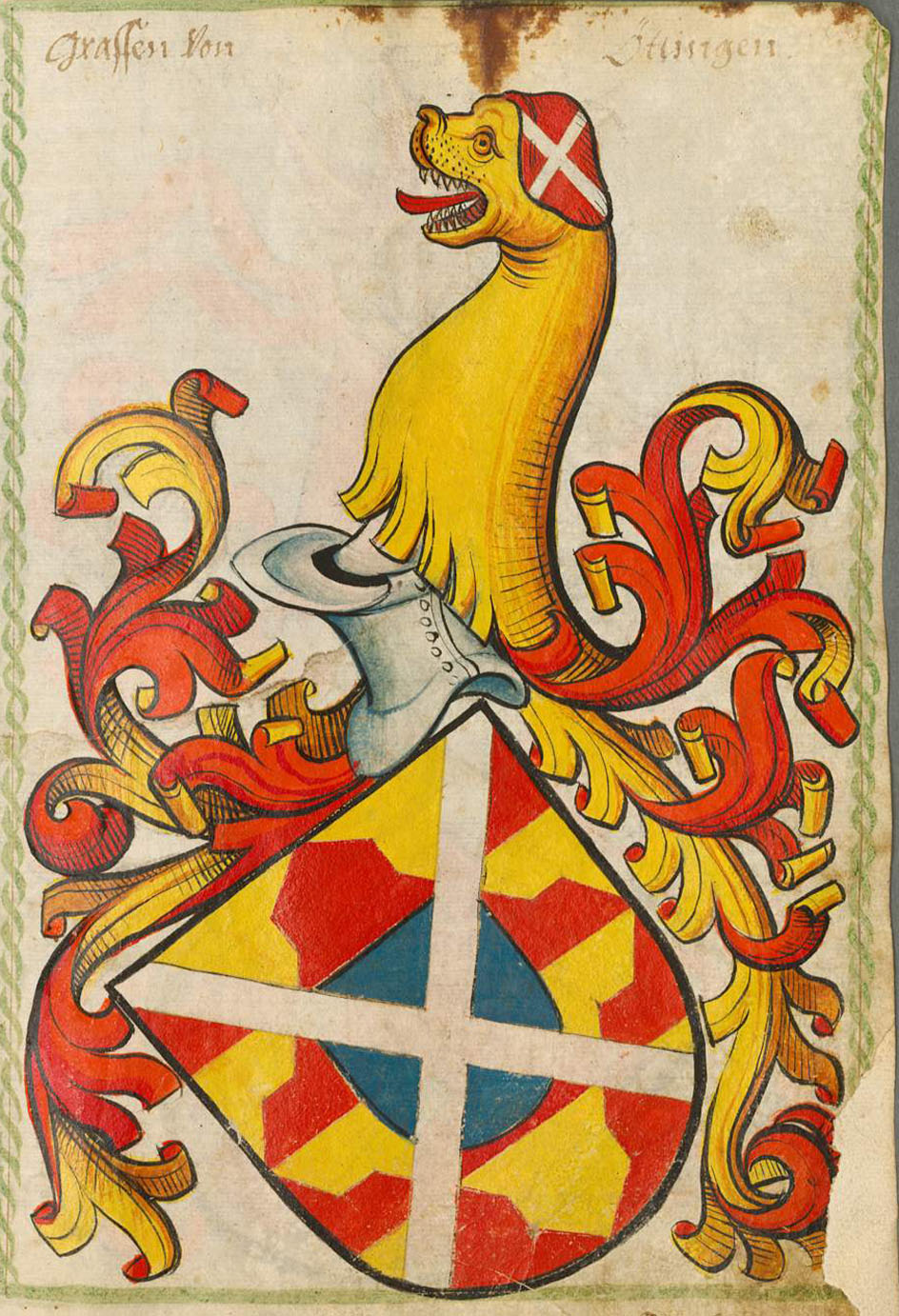
Escudo de los condes de Oettingen

Ludwig X y Friedrich II, condes de Oetingen, toman el título de Landgraves de la Baja Alsacia en el Acta de confederación que Berthold, Obispo de Estrasburgo y las ciudades imperiales, hicieron en 1343, para mantener la paz en la provincia. Tomaron, en 1345, el título de Landvögte de Alsacia, título que gozaron, durante dos o tres años, junto al de Landgraves. Hicieron, en el mes de agosto de 1351, la permuta de las tierras del Landgraviato con el Emperador Carlos IV, por las ciudades imperiales de Dinkelsbühl y Bopfingen, situadas en Suabia, que les convenían más, por estar menos distantes del Condado de Oettingen. Esta permuta, aunque ratificada por los Electores, no tuvo lugar. El mismo Emperador la rompió, en 1352, cuando vio que no todo el Landgraviato era feudo del Imperio, y reconoció que una gran parte de los Dominios que lo formaban eran feudos de los Obispos de Estrasburgo y de los Duques de Lorena. 
Friedrich II, Graf von Oettingen, murió en el mes de octubre de 1357. Ludwig XI, su hijo, entra al Landgraviato participando de todos sus derechos. El tío y el sobrino, nobiles viri Domini Ludovicus senior et Ludovicus junior, Comites de Ottingen, Lantgravii Alsatie, vendieron, en los meses de junio y julio de 1358, el castillo de Werd y todas sus dependencias, que formaban una gran parte del Landgraviato, a Johann von Lichtenberg, Obispo de Estrasburgo, y a sus sucesores, reservándose, no obstante el derecho de retracto. Adelheid von Werd, viuda del conde Friedrich, quien aún vivía, dio su consentimiento a esta venta. No se consumó enteramente sin embargo hasta el 25 de enero de 1359. Los dos condes vendieron entonces pura y simplemente, sin estipular la facultad del rescate o la recompra, al Obispo Johann y a su Iglesia, por 20.000 Goldgulden, todos los Dominios, bienes y rentas, que tenían previamente en feudo de su Iglesia, y por 10.000 Gulden el castillo de Hohkönigsburg, la ciudad de Sankt Pilt y sus dependencias, que provenían de los Duques de Lorena. 
Pagadas las sumas, Ludwig X, der Ältere y Ludwig XI, der Jüngere transfirieron a Johann y a todos los que le sucedieran en el Obispado, el título y el Dominio del Landgraviato de la Baja Alsacia, la jurisdicción de justicia provincial correspondiente, con todos los vasallos y derechos de vasallaje que les pertenecían. Esta enajenación, consentida por Johann von Werd el 10 de noviembre de 1359, fue ratificada, en 1362, por el emperador Carlos IV, y los dos condes de Oettingen conservaron hasta este momento el título de Landgraves de Alsacia. 
Johann von Werd, quien sobrevivió varios años a esta venta, también retuvo el título durante su vida y mantuvo esta calificación constantemente en todas las Cartas. El mismo Obispo Johann, que había comprado el Landgraviato, lo llama nobilis vir Johannes Landgravius Alsatie en un acta de 1369; y la ciudad de Estrasburgo, donde fue recibido como ciudadano, en 1370, lo califica nobilis domicellus Johannes Landgravius. Fue entonces que se retiró en esta ciudad, donde vivió de las pocas rentas que se le habían afectado sobre el Landgraviato. Murió el 25 de julio de 1376: An 1376, nono Cal. Augusti, obiit domicellus Joannes Landgravius Alsatiæ, in quo cessavit Landgraviorum Alsatie, dijo Alberto de Estrasburgo, quien escribió entonces su «Crónica». Fue enterrado en Buxweiler, en la antigua capilla del castillo de los Lichtenberg, donde aún se puede ver su tumba y su epitafio. Como fue el último de la familia de Werd, fue colocado en la tumba con su escudo y casco, siguiendo la antigua costumbre de los alemanes. Johann se casó con Adelheid, hija de Johann von Lichtenberg y la condesa Metza von Saarbrücken, a la cual Ludemann von Lichtenberg, su tío, dio en dote, en 1332, 700 marcos de plata. Adelheid murió antes que su marido sin dejar hijo alguno.

### Dinastía de Lichtenberg

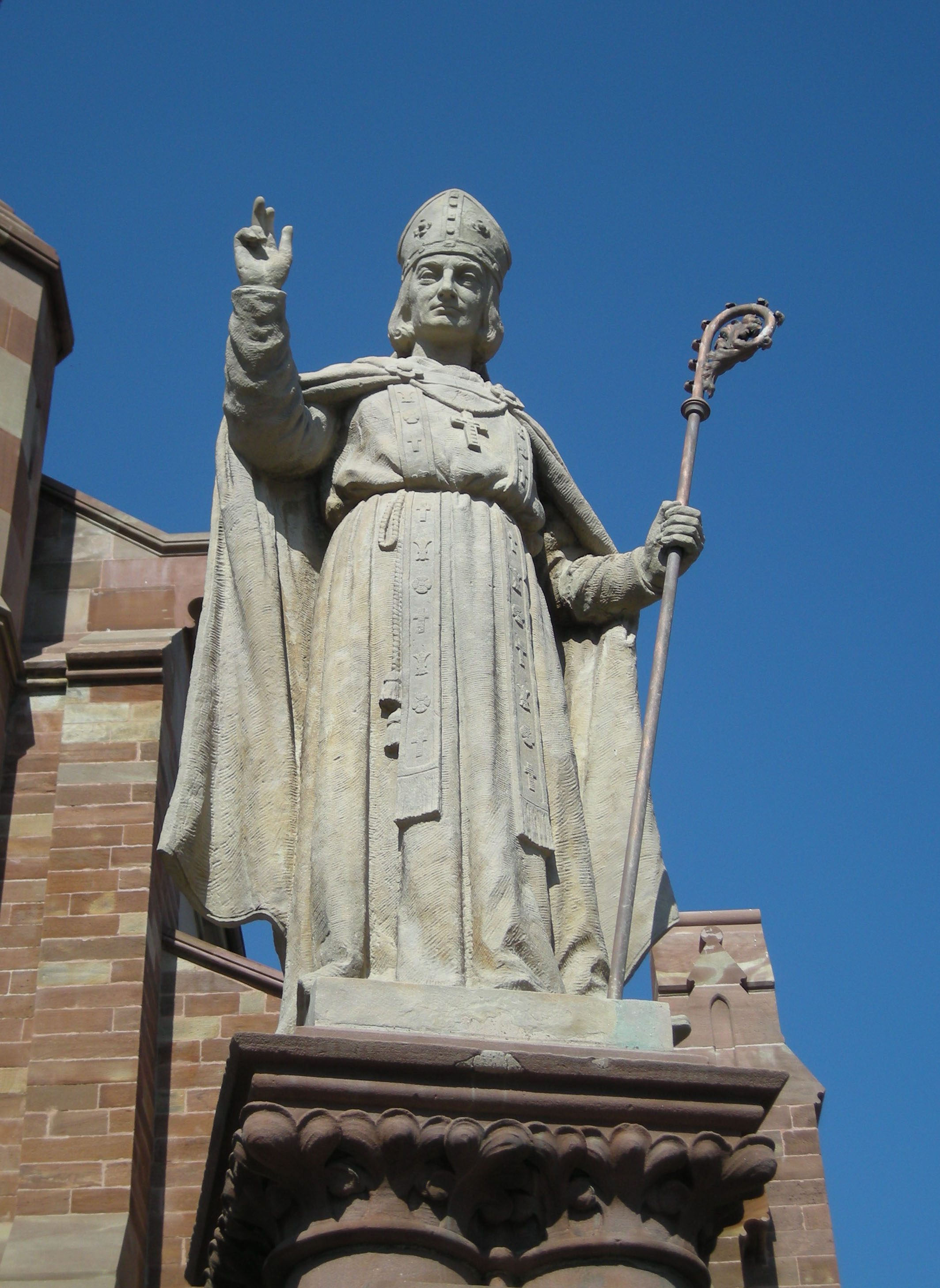
Estatua de Johann von Lichtenberg (Iglesia de Still)

1359. Johann von Lichtenberg, nacido de una antigua e ilustre Casa de Alsacia, hermano de Adelheid, esposa de Johann, último Landgrave de Werd, reunió al mismo tiempo en su persona las dignidades de Gran Preboste, Deán Mayor y Chantre Mayor de la Iglesia de Estrasburgo, cuando fue elegido de manera unánime Obispo de esta ciudad, el 2 de diciembre de 1353, en lugar de Berthold von Buchegg, quien antes de morir, el 25 de noviembre precedente, lo recomendó a los Canónigos para que fuese su sucesor. 
La elección que hizo el Capítulo de Johann von Lichtenberg fue generalmente aplaudida, y sobre todo por Carlos IV, del que era Limosnero y Secretario, y le había nombrado, en 1346, su Landvogt imperial en Alsacia y el Speyergau. Dicho Emperador le dispensó la misma amistad y confianza después de su advenimiento al Episcopado, y lo menciona en sus Diplomas como venerabilis Johannes Argentinensis Episcopus, Princeps Consiliarius et consanguineus noster carissimus. 
Apenas el Obispo Johann estuvo en posesión del Landgraviato de la Baja Alsacia, rescató, en 1363, la ciudad de Erstein, que el Landgrave Ulrich había empeñado, en 1329 a los Señores de Horburg y de Geroldseck por la suma de 2.000 Goldgulden. Esta adquisición costó al Obispo 32.000 Goldgulden, suma exorbitante en aquel tiempo. Dícese si le causó algún escrúpulo el haber comprado tan cara la calidad de Landgrave. La delicadeza de su conciencia le obligó hasta llegar a pedir al Papa Inocencio VI un perdón, que obtuvo fácilmente. Incluso fue felicitado por haber adquirido para su Sede un bello Dominio y una dignidad cuya posesión sus predecesores siempre habían anhelado. Murió en Estrasburgo, el 13 de septiembre de 1365, llorado en general por el pueblo, que le honró mucho tiempo como a un Santo, y que acudía a su tumba para hallar remedio a sus males. Fue enterrado al día siguiente en la Catedral, en la Capilla de San Juan Bautista, que forma hoy la Sacristía del Gran Coro.

### Los Obispos de Estrasburgo

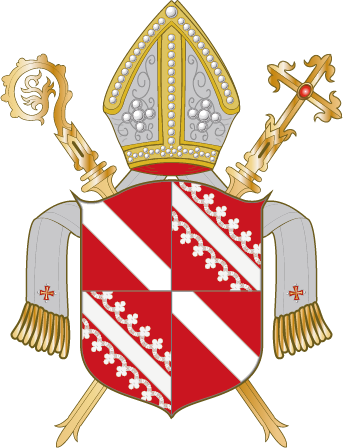
Escudo del Obispado de Estrasburgo

Las tierras del Landgraviato fueron separadas durante algún tiempo de las del Obispo y administradas particularmente por un Gran Canónigo de la Catedral. Friedrich, sobrino del Obispo e hijo de Simon de Lichtenberg, es llamado Canónigo Administrador del Landgraviato de Alsacia en un acta en alemán de 1378; lo que hizo que ni el Obispo Johann, ni sus dos sucesores, Johann von Luxemburg-Ligny y Lamprecht von Brunn tomaran el nombre y las armas del Landgraviato. 
Friedrich von Blankenheim, nombrado para ocupar esta sede en 1375, fue el primer Obispo que las utilizó después que el Emperador Wenceslao lo invistiera, el 19 de noviembre de 1384, con los feudos soberanos, y especialmente con el Landgraviato de la Baja Alsacia. 
Desde entonces, los Obispos de Estrasburgo se titularon Landgraves de Alsacia y añadieron a las armas de su Sede las del Landgraviato, consistiendo en gules, con una banda de plata, dentriculada y orlada con hojas de ruda y entrelazada de pequeños globos del mismo color. Bajo esta calidad tuvieron igualmente el derecho de convocar y presidir los Estados de la Baja Alsacia hasta los tiempos en que la misma deja de formar parte del Imperio germánico.

## Fin del Landgraviato

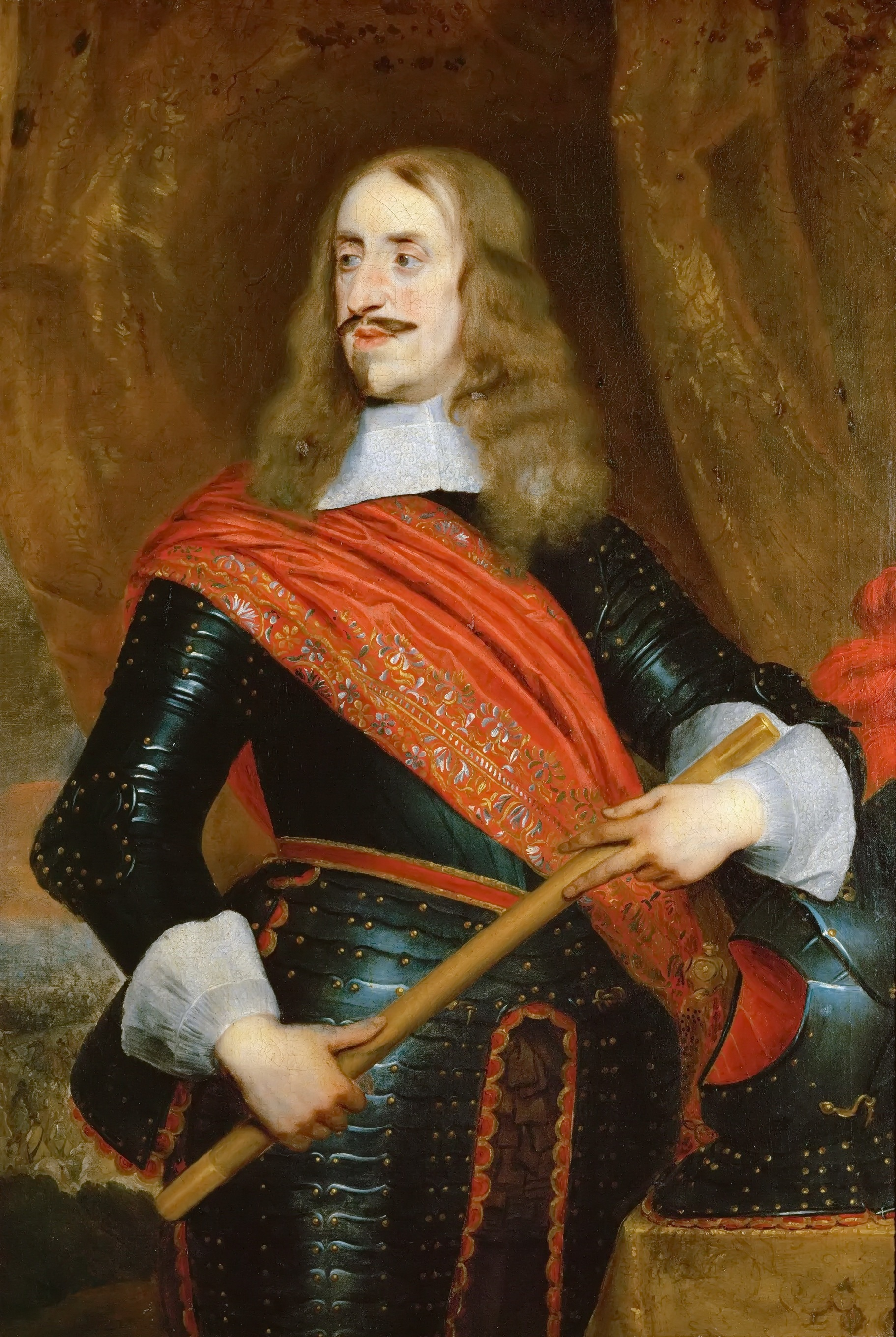
El archiduque Leopoldo Guillermo de Habsburgo

Alsacia fue finalmente asegurada a la Corona de Francia la Paz de Münster de 1648, por la cual el Emperador por sí, y por toda la Casa de Habsburgo, y el Imperio, cedió a perpetuidad a Luis XIV y a sus sucesores todos los derechos, propiedades, dominios, posesiones, y jurisdicciones en Alsacia, que incluían la ciudad de Breisach am Rhein, el Sundgau, el Landgraviato de Alta y Baja Alsacia y el Landvogtei sobre las diez ciudades imperiales libres.
Así, el Landgraviato de Alsacia, con el condado de Ferrette, el Landvogtei de Haguenau y todo lo que la Casa de Austria poseía en esa provincia, fue reunido a la Corona de Francia con la soberanía que perteneció al Emperador y el Imperio. Como los príncipes de esta Casa desistieron en el Tratado de Münster de los títulos de Landgraves de Alsacia y condes de Ferrette, dejaron de llevar dichos títulos en los tratados posteriores celebrados con Francia.
Cabe señalar que Johann von Giffen, Consejero del Obispo de Estrasburgo, Leopoldo Guillermo de Habsburgo, y su Ministro plenipotenciario en el Congreso de Westfalia, había notado en el borrador del Tratado de paz que el Emperador y la Casa de Austria cedían a Francia el Landgraviato de la Alta y Baja Alsacia, protestando en nombre de su amo contra esta cesión como perjudicial a los derechos del Obispo de Estrasburgo, a quien pertenecía el Landgraviato de la Baja Alsacia. Pero estas protestas, hechas el 30 de julio de 1647, fueron inútiles; ya que en el tratado de Paz de Münster del 24 de octubre de 1648, el Emperador cedió a Luis XIV el Landgraviato de una y otra Alsacia. Sin embargo, fue estipulado por un artículo particular que el Rey Cristianísimo dejaría al obispo de Estrasburgo la libre posesión de la inmediatez con respecto al Imperio que había disfrutado hasta entonces. No fue sino hasta 1680 que Luis XIV estableció una Comisión («Chambres de Reunión»), que reunió bajo su soberanía las tierras del Obispado de Estrasburgo y los Estados de la Baja Alsacia, permitiéndoles disfrutar de manera libre y pacífica de su Dominio útil.
No quedaba más que la ciudad de Estrasburgo, que aún no reconocía el Dominio soberano del Rey de Francia. Finalmente lo hizo el 30 de septiembre de 1681, por su Capitulación ratificada el 3 de octubre siguiente. El Tratado de Rijswijk, del 30 de octubre de 1697, puso el sello a todos estos tratados, garantizando de manera irrevocable Estrasburgo y toda la Alsacia a Francia.
El Rey deseando de manera seguida otorgar a esta provincia un gobierno uniforme con el de su Reino, dio, en el mes de septiembre de 1657, un Edicto por el cual crea un Consejo soberano para residir en la ciudad de Ensisheim y administrar justicia a sus nuevos súbditos. Su primera 
sesión fue el 14 de noviembre de 1658. Fue en esta sesión que los Comisarios de Luis XIV, nombrados por él para el establecimiento de este Consejo, tomaron en su nombre posesión de Alsacia, en presencia de los Diputados de los diferentes Estados de esta provincia, y se suplicó al Rey que «el título de Landgrave de la Alta y Baja Alsacia fuera añadido a los de Su Majestad, a los Decretos, Sentencias, Comisiones y otros actos de dicho Consejo soberano».